# Сатановский, Евгений Янович
Евге́ний Я́нович Сатано́вский (род. 15 июня 1959, Москва) — российский востоковед и экономист, один из ведущих экспертов в области политики и экономики Израиля, а также других стран Ближнего Востока. Основатель и президент научного центра «Институт Ближнего Востока» (бывший Институт изучения Израиля и Ближнего Востока). Кандидат экономических наук, профессор.
Третий президент Российского еврейского конгресса (2001—2004).
Член экспертной группы по совершенствованию законодательства в сфере свободы совести и религиозных объединений экспертного совета комитета Государственной думы по развитию гражданского общества, вопросам общественных и религиозных объединений. Атеист. Филантроп.

## Биография
Родился 15 июня 1959 года в Москве в семье конструктора металлургического оборудования.
Окончил Московский институт стали и сплавов в 1980 году и работал инженером трубопрокатного отдела Государственного института по проектированию металлургических заводов. В 1984 году из-за смерти отца, чтобы содержать семью, устроился рабочим горячего цеха завода «Серп и Молот».
По собственному признанию на выступлении в Совете Федерации, с 1982 года работал над темой религиозного экстремизма в Комитете государственной безопасности СССР.
В 1982 году под влиянием Сергея Луговского, чей отец вместе с отцом Сатановского работал в МИСиС, вошёл в его кружок по изучению иврита. В середине 1980-х годов участвовал в еврейской общественной жизни и вошёл в число членов историко-этнографической комиссии. В 1988 году уволился с завода и занялся предпринимательством, став в 1989 году президентом финансово-промышленной группы компаний «Ариэль».
С 1993 года — президент Института Ближнего Востока (до 1995 года — Институт изучения Израиля, до 2005 года — Институт изучения Израиля и Ближнего Востока).
В 1999 году в Институте востоковедения РАН под научным руководством доктора экономических наук, профессора Владимира Исаева защитил диссертацию на соискание учёной степени кандидата экономических наук по теме «Специфика экономического развития израильского общества в 90-е годы» (специальность 08.00.14 Мировое хозяйство и международные экономические отношения).
С 1995 года с подачи Владимира Гусинского стал заниматься созданием Российского еврейского конгресса. В 2001—2004 годах — третий президент Российского еврейского конгресса. Сменил на этом посту Леонида Невзлина. Ранее был вице-президентом, отвечая за вопросы благотворительности, высшего светского образования, культуры, науки и спорта. Член совета директоров Всемирного еврейского конгресса.
Преподаёт геополитику и экономику ближневосточного региона на кафедре иудаики, заведующий кафедрой израилеведения Центра иудаики и еврейской цивилизации Института стран Азии и Африки при МГУ. С 1998 года читал лекции в Высшей гуманитарной школе имени Дубнова (Еврейский университет Москвы). Преподавал также в МГИМО.
Вице-президент международного совета регентов Международного центра университетского преподавания еврейской цивилизации Еврейского университета в Иерусалиме. Член президентского совета российского Общества дружбы с арабскими странами. Член редакционных советов журналов «Диаспоры», «Вестник еврейского университета» и «Восточная коллекция», академического совета «Библиотеки иудаики». До 2012 года — член наблюдательно-координационного совета ежеквартального научного журнала «Государство, религия, церковь в России и за рубежом».
С 2019 года — член Общественного совета при Министерстве обороны Российской Федерации. Входит в комиссию Общественного совета по военному строительству и научным исследованиям в сфере безопасности.
Автор множества статей в газете Военно-промышленный курьер.
Принимает участие как эксперт и докладчик в профильных научных конференциях. Участвовал в передачах Владимира Соловьёва на радиостанции Вести FM, где также с понедельника по пятницу совместно с Сергеем Корнеевским вёл передачу «От трёх до пяти». Был участником российских общественно-политических ток-шоу на государственных ТВ-каналах, включая «Вечер с Владимиром Соловьёвым» (с 2015).
Ведёт собственный Telegram-канал под названием «Армагеддоныч». Под аналогичным названием выступал на интернет и телеканале «Соловьёв Live». 21 октября 2023 года уволен в ходе обсуждения арабо-израильского конфликта после того, как назвал пресс-секретаря МИДа РФ Марию Захарову «сильно выпивающей шмарой» и заявил, что та «не особо любит евреев и терпеть не может Израиль», а «сильно спившегося замминистра» Михаила Богданова обвинил в проарабском лоббизме.

## Семья
Супруга Мария, двое детей и трое внуков.

## Санкции
В октябре 2022 года, на фоне вторжения России на Украину, Международная рабочая группа по вопросам санкций Ермака – Макфола включила Сатановского в список пропагандистов и идеологов войны, которые «создают лживые нарративы в соответствии с политикой Кремля», с предложением введения против него санкций.
7 января 2023 года Сатановский внесён в санкционный список Украины, так как он «систематически распространяет нарративы в соответствии с кремлёвской пропагандой для целей оправдания действий России».
17 марта 2023 года Сатановский внесён в санкционный список Латвии за «поддержку зверств, совершенных кремлевским режимом», с запретом въезда в страну.

## Высказывания
Евгений Янович неоднократно утверждал, что за террористическими актами 11 сентября в США и «Норд-Ост» стоит саудовский принц Турки ибн Фейсал Аль Сауд.

На вопрос о том, считает ли он себя русским, ответил следующее: 
С культурно-цивилизационной точки зрения — безусловно. С этнической — я русский еврей. Не просто еврей, а именно русский еврей. Что сильно отличает меня от еврея бухарского, горского, грузинского или тем более марокканского, американского или немецкого. Притом что общие предки с американским и немецким евреем у нас вполне могут быть — но именно предки и не более того.

## Публикации

### Книги
- Сатановский Е. Я. Экономика Израиля в 90-е годы. — М.: Институт изучения Израиля и Ближнего Востока, 1999. — 218 с. — 800 экз. — ISBN 5-89394-031-8.
- Сатановский Е. Я. Израиль в современной мировой политике: вероятные стратегические противники и стратегические партнеры. — М.: Институт изучения Израиля и Ближнего Востока, 2001. — 162 с. — 800 экз. — ISBN 5-89394-055-5.
- Сатановский Е. Я. Россия и Ближний Восток. Котёл с неприятностями. — М.: Эксмо, 2012. — 384 с. — (Передел мира. 21 век). — 4000 экз. — ISBN 978-5-699-54447-9.
- Сатановский Е. Я. Если б я был русский царь. Советы Президенту. — М.: Эксмо, 2012. — 384 с. — (Передел мира. 21 век). — 3000 экз. — ISBN 978-5-699-56778-2.
- Сатановский Е. Я. Моя жизнь среди евреев. Записки бывшего подпольщика. — М.: Эксмо, 2013. — 448 с. — (Передел мира. 21 век). — 5000 экз. — ISBN 978-5-699-63086-8.
- Сатановский Е. Я. Шла бы ты... Заметки о национальной идее. — М.: Эксмо, 2014. — 512 с. — (Передел мира. 21 век). — 5000 экз. — ISBN 978-5-699-69901-8.
- Сатановский Е. Я. Книга Израиля. Путевые заметки о стране святых, десантников и террористов. — М.: Эксмо, 2015. — 512 с. — (Передел мира. 21 век). — 5000 экз. — ISBN 978-5-699-77155-4.
- Сатановский Е. Я. Жил-был народ... Пособие по выживанию в геноциде. — М.: Эксмо, 2015. — 320 с. — (Передел мира. 21 век). — 3000 экз. — ISBN 978-5-699-82416-8.
- Сатановский Е. Я. Котёл с неприятностями. Ближний Восток для "чайников". — М.: Эксмо, 2016. — 576 с. — (Актуальная тема). — 5000 экз. — ISBN 978-5-699-89774-2.
- Кедми Я. И., Сатановский Е. Я. Диалоги. — М.: Эксмо, 2017. — 256 с. — ISBN 978-5-699-95069-0.
- Сатановский Е. Я. Записные книжки дурака. — М.: Эксмо, 2017. — 413 с. — ((Сатановский Евгений. Книги известного политолога, президента Институт Ближнего Востока)). — 5000 экз. — ISBN 978-5-699-98580-7.
- Сатановский Е. Я. Диалоги. Мировая политика как есть — без толерантности и цензуры. — М.: Эксмо, 2017. — 253 с. — ISBN 978-5-699-95069-0.
- Сатановский Е. Я. Несвоевременные мысли эпохи Третьей Империи записанные во времена освоения Крыма, санкций, выборов, футбола, войны в Сирии и окончательной победы телевидения над окружающей действительностью. — М.: Эксмо, 2019. — 349 с. — 4000 экз. — ISBN 978-5-04-098083-3.
- Сатановский Е. Я. Заметки пожилого человека: с этнографическими, социологическими и философскими вставками, размышлениями об исторических параллелях, а также впечатлениями о текущем моменте в Третьей империи и её окресностях. — М.: Эксмо, 2020. — 413 с. — 3000 экз. — ISBN 978-5-04-106519-5.
- Сатановский Е. Я. Осколки мыслей, записанные в последнюю треть года Жёлтой Земляной Свиньи. — М.: Эксмо, 2020. — 511 с. — 3000 экз. — ISBN 978-5-04-113368-9.
- Сатановский Е. Я. Хроника текущих событий первой трети года Белой Стальной Крысы. — М.: Эксмо, 2020. — 605 с. — 3000 экз. — ISBN 978-5-04-114049-6.
- Сатановский Е. Я. Записные книжки дурака: вариант посткоронавирусный, обезвреженный. — М.: Эксмо, 2021. — 445 с. — 1500 экз. — ISBN 978-5-04-119652-3.
- Сатановский Е. Я. Очень осенняя книга года Белой Металлической Крысы. — М.: Эксмо, 2021. — 507 с. — 2000 экз. — ISBN 978-5-04-120227-9.
- Сатановский Е. Я. Обрывок летописи года Металлической Крысы. — М.: Эксмо, 2021. — 411 с. — 2000 экз. — ISBN 978-5-04-122593-3.

### Статьи
- Глобализация терроризма и её последствия (недоступная ссылка — история) // Международная жизнь : журнал. — 2001. — Вып. 9—10. — С. 19. — ISSN 0130-9625.
- Большая игра — XXI век // Международная жизнь : журнал. — 2006. — Вып. 3. — С. 15. — ISSN 0130-9625.
- Некоторые силовые центры современного мира: прогноз геополитической ситуации. Россия и мусульманский мир.
- Компромиссы бессмысленны. Россия и мусульманский мир.
- Новый Ближний Восток. // Россия и мусульманский мир, 2005. — ISSN 19981813.
- Столкновение Ирана с Израилем может обернуться военным конфликтом. // Россия и мусульманский мир.
- Большая игра — XXI век. // Россия и мусульманский мир.
- Уроки пакистанской демократии. // Россия и мусульманский мир.
- Ирак: пять лет войны за нефть и демократию. // Россия и мусульманский мир.
- Россия и последствия ускоренной модернизации Ближнего и Среднего Востока. // Россия и мусульманский мир.
- Мир на руинах того, что останется..? // Азия и Африка сегодня : журнал. — 2008. — Вып. 5. — С. 26—27. — ISSN 0321-5075.
- Пять лет войны за нефть и демократию // Международная жизнь : журнал. — 2008. — Вып. 9—10. — С. 3—10. — ISSN 0130-9625.
- Борьба на лоскутном одеяле. Будущее арабского мира определят события в Йемене // Военно-промышленный курьер : еженедельная газета. — 2 сентября 2015. — Вып. 33 (599).
- Eugene Satanovsky. Jewish Politics and Community-Building in the Former Soviet Union // Jewish Political Studies Review. — Vol. 14. — № 1/2. — Spring 2002. — P. 29—45.

### Сборники
- Актуальные проблемы Ближнего Востока. Материалы конференции. — М., 1998. — ISBN 5-89394-018-0.